# Su Nuraxi de Baccu Idda
Su Nuraxi de Baccu Idda (italienisch Nuraghe di Baccu Idda) ist die sardische Bezeichnung einer prähistorischen Nuraghe nahe der Südküste der italienischen Insel Sardinien. Sie befindet sich innerhalb der Siedlung Chia im Gemeindegebiet von Domus de Maria in der Metropolitanstadt Cagliari. Das Bauwerk wird der sogenannten Nuraghenkultur zugerechnet.

## Lage
Su Nuraxi de Baccu Idda befindet sich auf der Spitze eines bis zu 78 Meter hohen Hügels oberhalb der Via Carducci im nordwestlichen Bereich der Siedlung Chia. Die Küste des südlich gelegenen Mittelmeeres bei Sa Colonia und Su Portu ist fast 1,8 Kilometer entfernt. Bei Su Portu mündet der Riu di Chia, ein Bach, der 980 Meter südöstlich des Nuraghenkomplexes die Ebene bewässert. Das Zentrum des Gemeindesitzes von Domus de Maria liegt etwa 3,8 Kilometer nördlich.

## Beschreibung
Die Nuraghenanlage von Baccu Idda besteht aus Ruinen von vier runden Türmen (Nuraghen), die durch Mauerreste miteinander verbunden sind. Mit Ausnahme des Nordturmes ist der gesamte Komplex mit Erde oder Vegetation bedeckt und kaum einzusehen. Von der nördlichen Nuraghe sind die Nord- und Teile der Ostseite sichtbar, der Innenraum ist mit Buschwerk ausgefüllt. Wie alle Nuraghen wurde sie aus großen unbehauenen Steinblöcken ohne Mörtel aufgerichtet, ähnlich einem Trockenmauerwerk, wobei sich die Außenmauer nach oben verjüngt.
In die zentrale Nuraghe (der Mastio) der Anlage wurde in der Vergangenheit von Grabräubern ein Loch geschlagen, so dass der Innenraum seitlich von oben einsehbar ist. Er hat einen Durchmesser von vier bis fünf Metern. Der eigentliche Eingang des Turmes liegt unterhalb einer Erdschicht. Bei einer weiteren Nuraghe neben dem Hauptturm ist ein Türsturz oberhalb des mit Erde verfüllten Innenraums erkennbar. Vermutlich war Su Nuraxi de Baccu Idda Teil eines Systems weiterer Nuraghen in der Ebene von Chia, über die ein König der prähistorischen Kultur das Territorium kontrollierte.

Su Nuraxi de Baccu Idda
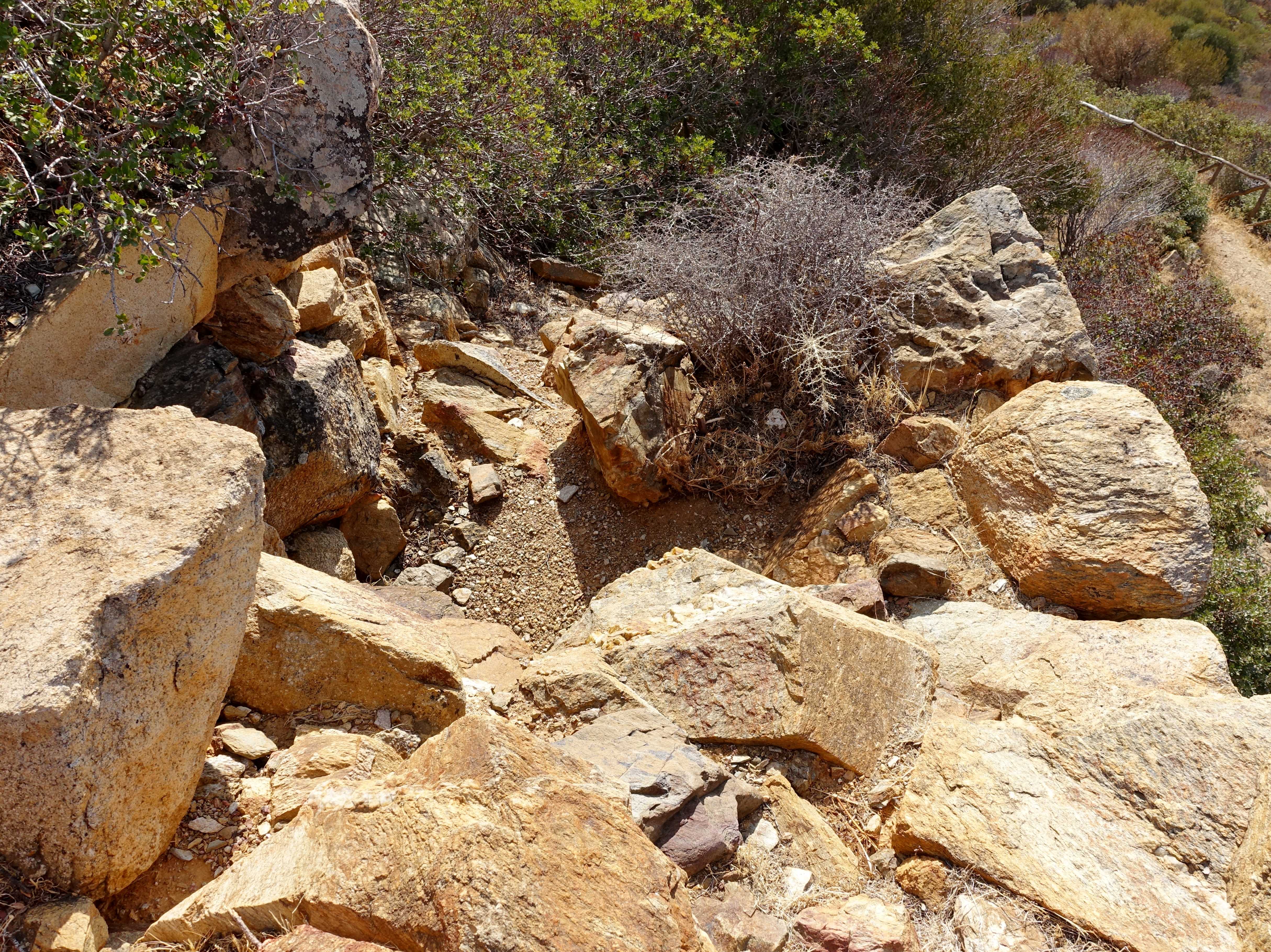
Wandaufbau
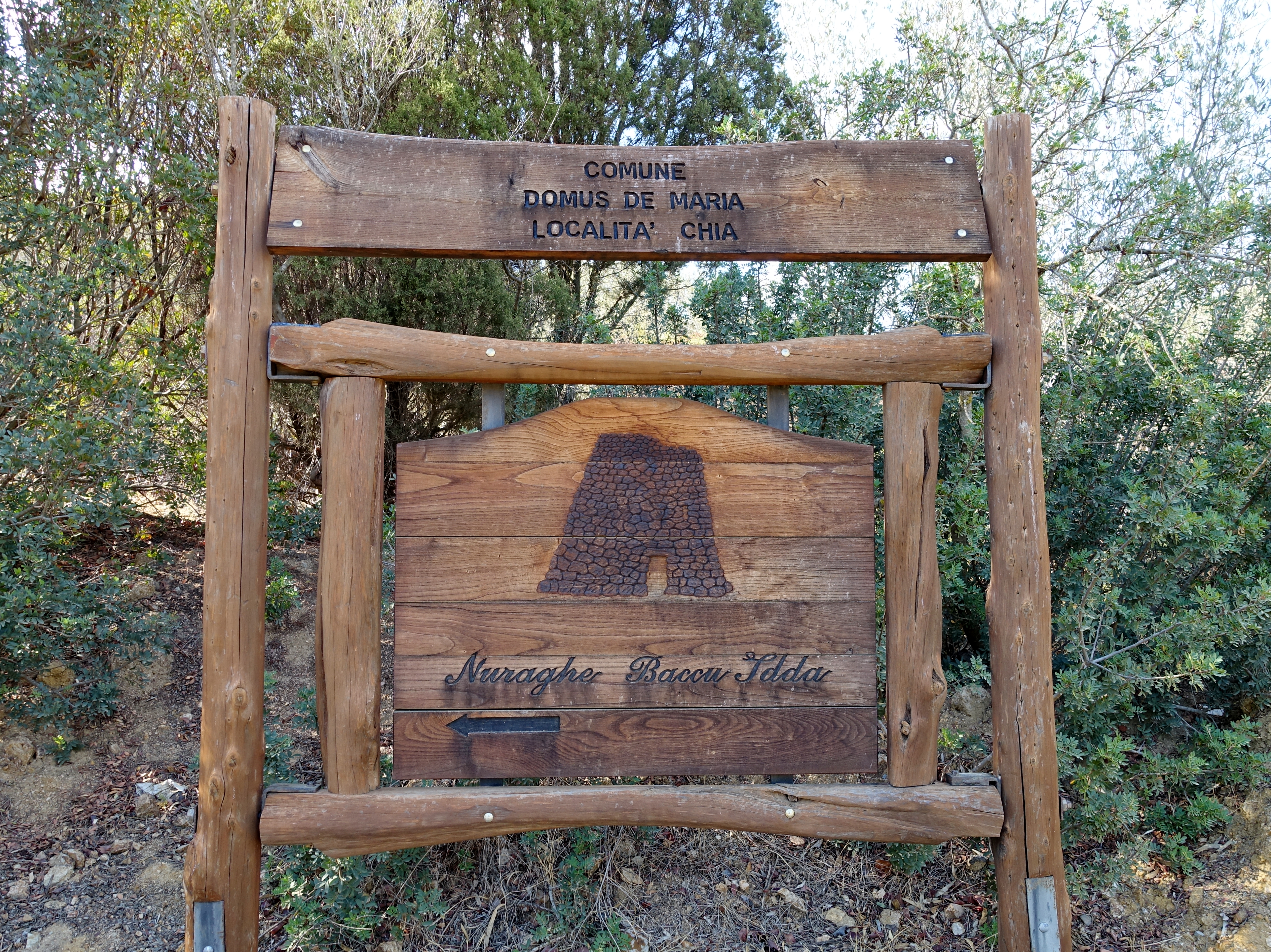
Hinweisschild
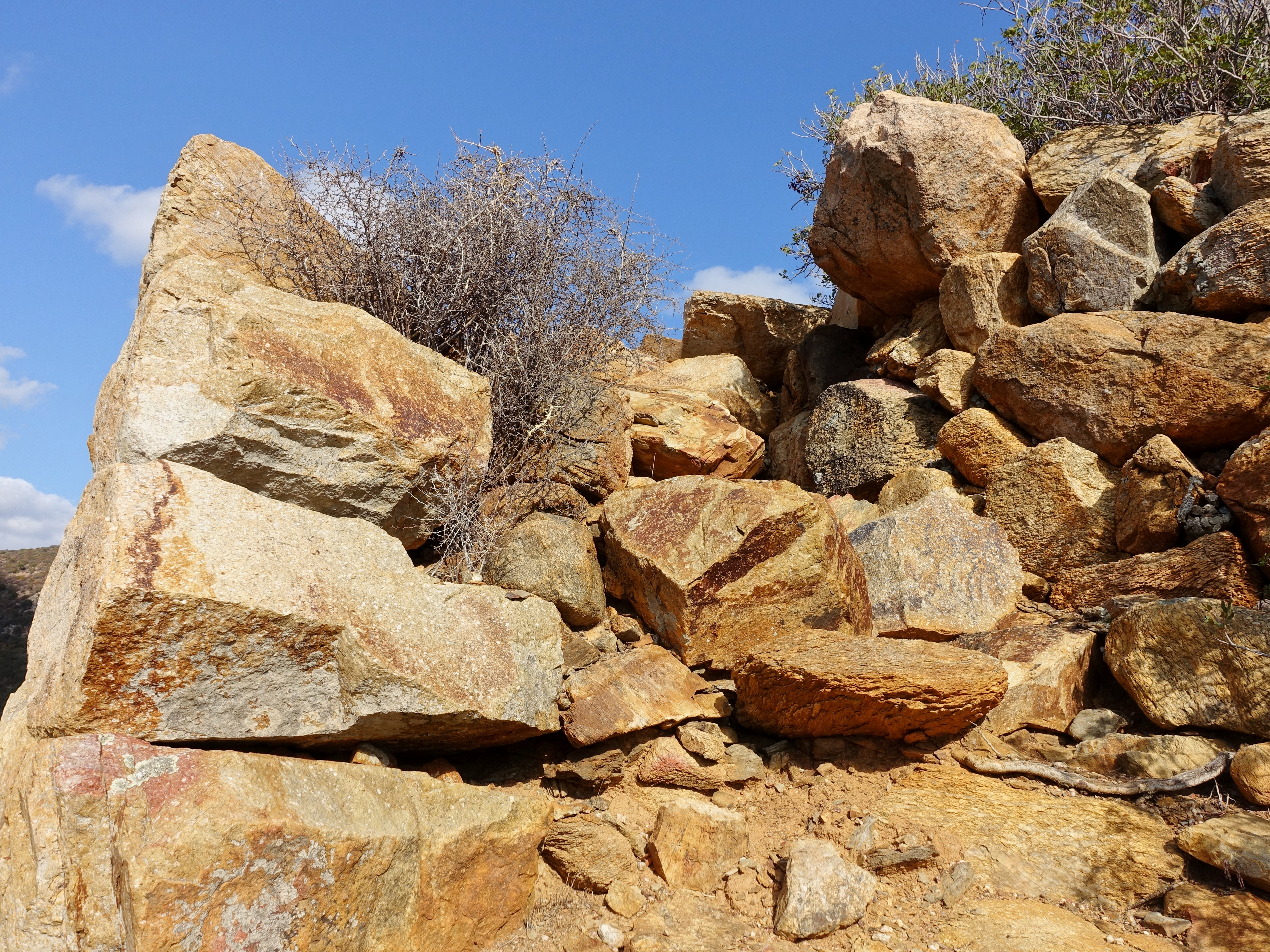
Wandaufbau